# Gnaeus Pompeius Strabo
Gnaeus Pompeius Strabo (135 v.Chr. - 87 v.Chr.) was afkomstig uit Picenum. Hij was een van de rijkste Romeinen van zijn tijd.
Hij was quaestor van Sicilia rond 104 v.Chr.. Dankzij zijn schitterende militaire carrière kon hij als homo novus (eerste van de familie) consul worden in het jaar 89 v.Chr., samen met Lucius Porcius Cato Licinianus. De Bellum sociorum (bondgenotenoorlog) was op dat moment in alle hevigheid aan de gang.
Hij leidde zijn drie legioenen in de strijd in het Noorden van Italië, waar hij de positie van Rome wist veilig te stellen. Hij stelde daarop de Lex Pompeia de Transpadanis voor die de Italiërs ten noorden van de Po de status van Latijnse (en dus bevoorrechte) bondgenoten gaf en werd aangenomen door de senaat.
Na zijn consulaat trok Pompeius Strabo zich terug met zijn veterani naar Picenum. Daar blijft hij tot hij op vraag van Lucius Cornelius Sulla met zijn veterani optrok naar Rome tegen Gaius Marius om Rome te belegeren. Nog voor er slag werd geleverd stierf hij echter. Zijn zoon Gnaeus Pompeius (de later triumvir) trok met de troepen terug naar Picenum. Hij had ook nog een dochter genaamd Pompeia.